# Tombe dei giganti di Goronna
Le tombe dei giganti di Goronna sono antichi sepolcri, risalenti al periodo della Civiltà nuragica, situati nell'omonima località del comune di Paulilatino, in provincia di Oristano.
Il territorio di Paulilatino mostra la presenza di notevoli emergenze archeologiche, la più conosciuta e studiata è il santuario nuragico di Santa Cristina, che ospita uno dei più importanti pozzi sacri di tutta la Sardegna; le tombe di giganti di Goronna sono un altro sito di notevole importanza archeologica e storica.

## Il sito

### La tomba A
Il sito di Goronna ospita le due importanti tombe di giganti omonime, nelle due sepolture sono stati ritrovati numerosi resti di scheletri; la prima sepoltura con i suoi venticinque metri di lunghezza risulta una delle più grandi dell'intera isola. La stele della tomba è spezzata, e alla sua base è presente l'apertura che porta al vano sepolcrale, è situata al centro di un emiciclo composto da pietrefitte, cioè inserite direttamente all'interno del terreno. Nell'emiciclo che precede la tomba A, dovevano probabilmente svolgersi i riti funebri in onore dei defunti.